# Kurpfalz-Bayern
Kurpfalz-Bayern oder Pfalz-Baiern, zeitgenössisch Churpfalz-Baiern oder Pfalz und Baierland, entstand 1777, als Kurfürst Karl Theodor von der Kurpfalz das Kurfürstentum Bayern der im Mannesstamm ausgestorbenen bayerischen Linie seines Hauses Wittelsbach übernahm. Der frühneuzeitliche Staat ging 1806 nach verschiedenen Gebietsverlusten im Königreich Bayern auf.

## Geschichte

### Kurpfalz-Bayern unter Kurfürst Karl Theodor
Der Zusammenschluss der Teilstaaten unter Kurfürst Karl Theodor von der Pfalz geschah aufgrund vorangegangener Erbverträge der Wittelsbacher Ende Dezember 1777 nach dem Tode von Kurfürst Maximilian III. Joseph von Bayern. Bereits am 22. September 1766 hatten die Kurfürsten Maximilian Joseph und Karl Theodor eine Erbverbrüderungs-Erneuerung unterzeichnet, in der erstmals Bayern und Pfalz als unteilbarer Gesamtbesitz behandelt wurden. Im Jahr 1771 wurde vereinbart, dass Bayern und die Pfalz als Ganzes dem jeweiligen Haupt einer der überlebenden Linien zufallen sollten.
1778 brach kurz nach dem Tode des bayerischen Kurfürsten der Bayerische Erbfolgekrieg aus. Kaiser Joseph II. hatte Ansprüche Österreichs auf Niederbayern und die Oberpfalz geltend gemacht und eine Vereinbarung mit Karl Theodor erreicht. Der Krieg des Kaisers mit Preußen verlief weitgehend unblutig und endete im Frieden von Teschen 1779 mit der Abtretung des Innviertels an Österreich.
Karl Theodor versuchte dann 1785, Bayern im Austausch mit den Österreichischen Niederlanden an die Habsburger abzugeben, was aber wiederum am Widerstand Preußens und des Fürstenbundes scheiterte. Wäre der Tauschversuch erfolgreich gewesen, hätte Bayern seine Eigenstaatlichkeit an das Habsburgerreich verloren, und es wäre ein linksrheinisches Königreich Burgund mit Brüssel als Residenz entstanden. Friedrich II. von Preußen genoss daher in Folge in Altbayern großes Ansehen. Abgesehen vom verhinderten Machtzuwachs Wiens wurden im Gegenzug für das Innviertel die Ansprüche Preußens auf die beiden hohenzollernschen Markgraftümer Ansbach und Bayreuth anerkannt.
Danach kam es zu einer gewissen Vereinheitlichung der Verwaltung in Kurpfalz-Bayern. Die Residenz Karl Theodors wurde bereits 1778 von Mannheim nach München verlegt. Des Weiteren wurden die kurpfälzischen und die kurbayerischen Truppen zusammengefasst und mit einheitlichen Stammnummern versehen. Benjamin Thompson, Reichsgraf von Rumford, gebürtiger Amerikaner, reformierte das Heereswesen und stieß Sozialreformen an (Wärmedämmung, Rumfordsuppe, Rumfordherd, Gründung von Schulen für Soldatenkinder, Armenhäusern und Manufakturen). Auf ihn geht auch der Englische Garten in München zurück, der 1792 eröffnet wurde.
Das Territorium Kurpfalz-Bayerns erfuhr ab 1793 während der Französischen Revolution und der nachfolgenden napoleonischen Ära umfassende Gebietsänderungen und territoriale Erweiterungen. Zunächst verlor Pfalzbayern durch den Ersten Koalitionskrieg alle linksrheinischen Gebiete, da Frankreich den Rhein als Ostgrenze durchsetzen konnte. Bayern hatte sich an dieser Auseinandersetzung kaum beteiligt und schied 1796 aus der Koalition aus, musste aber nach Österreich die größten Verluste verkraften (Herzogtum Jülich und die westliche Kurpfalz).

### Kurpfalz-Bayern unter Kurfürst Maximilian Joseph
1799 verstarb Karl Theodor ohne legitimen Nachfahren. Zum Zug kam daher das Haus Pfalz-Zweibrücken mit Kurfürst Maximilian IV. Joseph. Damit waren zugleich alle wittelsbachischen Fürstentümer wieder vereinigt, wenngleich das Herzogtum Pfalz-Zweibrücken selbst französisch besetzt war. Im Frieden von Lunéville erkannte das Reich 1801 formell die Abtretungen an Frankreich an; allerdings hatte Kaiser Franz II. schon im Frieden von Campo Formio 1797 das Rheinland aufgegeben. Die Reichsstände und damit auch Kurpfalz-Bayern standen auf verlorenem Posten. Im Inneren begannen nun jedoch einschneidende Reformen unter dem Minister Maximilian von Montgelas. Am 25. Januar 1802 setzte Maximilian Joseph eine Klosterkommission ein und leitete so den Beginn der Säkularisation in Bayern ein.
Als Ausgleich für die rheinischen Gebietsverluste konnte Bayern sein Staatsgebiet durch die im Reichsdeputationshauptschluss 1803 verfügte Mediatisierung und Säkularisation erheblich erweitern (Erzbistum Bamberg, Hochstift Würzburg, Kempten, Ulm, Nördlingen, Augsburg). Mit der Abtretung der verbliebenen rechtsrheinischen Gebiete (Heidelberg und Mannheim) an Baden endete die Geschichte Pfalzbayerns.
Der Reichsdeputationshauptschluss von 1803 besiegelte das Ende der Kurpfalz als eigenständiges Territorium.
Maximilian Joseph überließ das Herzogtum Berg am 30. November 1803 seinem Schwager Herzog Wilhelm in Bayern als Apanage, behielt aber die Souveränität. 1805/1806 veräußerte er das Herzogtum Berg mit Düsseldorf im Tausch gegen das Fürstentum Ansbach-Bayreuth an Preußen. Napoleon übereignete noch am selben Tag die Souveränität über die Herzogtümer Berg und Kleve an seinen Schwager Joachim Murat.
Den Wiederaufstieg Bayerns sicherte der geheime Bogenhausener Vertrag, ein im Jahr 1805 geschlossener Bündnisvertrag zwischen dem Kurfürstentum Bayern und Frankreich. Er führte zur Entstehung des Königreichs Bayern (Proklamation im Januar 1806). Es hatte seinen Ursprung im bayerisch-französischen Vertrag von Brünn vom 10. bis 12. Dezember 1805 und in dem am 26. Dezember 1805 beim Frieden von Pressburg zwischen den Bevollmächtigten des französischen Kaisers Napoleon Bonaparte und des römisch-deutschen und österreichischen Kaisers Franz II./I. abgeschlossenen Friedensvertrag, denn Österreich musste nun die Grafschaft Tirol und Vorarlberg an Bayern abtreten. Der formelle Austritt aus dem Reichsverband unter Verzicht auf die Kurwürde erfolgte dann im Juli 1806 mit der Rheinbundakte. Bayern wurde zum führenden Mitglied des Rheinbundes als Verbündeter Frankreichs. Nach Ende der Befreiungskriege kamen große Teile der linksrheinischen Pfalz durch den Vertrag von München wieder an Bayern zurück, darunter der größte Teil von Pfalz-Zweibrücken. Spätere Versuche, die rechtsrheinische Pfalz von Baden zurückzuerhalten, scheiterten jedoch.

## Landesteile von Kurpfalz-Bayern
| Administrative Einteilung der Kurpfalz 1789 in Stadtämter und Oberämter | | |  |
| Stadtämter 1 Frankenthal 2 Mannheim 3 Heidelberg                        | Oberämter links des Rheins 4 Alzey 5 Bacharach 6 Germersheim 7 Kreuznach 8 Neustadt 9 Lautern 10 Lauterecken 11 Oppenheim 12 Simmern 13 Stromberg 14 Veldenz | Oberämter rechts des Rheins 15 Boxberg 16 Bretten 17 Heidelberg 18 Ladenburg 19 Lindenfels 20 Mosbach 21 Otzberg 22 Umstadt (Kondominium mit wechselnden hessischen Herrschaften) |  |

Kurpfalz-Bayern bestand seit Ende 1777 aus sieben Landesteilen, das Kurfürstentum Bayern selbst sowie die sechs Erblande von Kurfürst Karl Theodor:
- Kurfürstentum Bayern
- Kurpfalz (links des Rheins: Bis 1797 bzw. de jure bis 1801; rechts des Rheins bis 1803)
- Herzogtum Jülich (bis 1797, de jure bis 1801)
- Herzogtum Berg (bis 1806)
- Herzogtum Pfalz-Neuburg
- Herzogtum Pfalz-Sulzbach
- Markgrafschaft Bergen op Zoom (bis 1797)

Mit der Regierungsübernahme von Maximilian IV. Joseph 1799 kamen de jure zwei weitere Herrschaften hinzu:
- Herzogtum Pfalz-Zweibrücken (de jure von 1799 bis 1801, de facto bereits zuvor von Frankreich annektiert)
- Herrschaft Rappoltstein (de jure von 1799 bis 1801, de facto bereits zuvor von Frankreich annektiert)

Kurpfalz-Bayern hatte zuletzt 1,9 Millionen Einwohner auf einer Fläche von 61.000 km².

## Kurpfalz-bayerische Orden und Ehrenzeichen
Die Herrscher des Länderkomplexes Kurpfalz-Bayern waren Großmeister mehrerer Ritterorden, die im Laufe des 18. Jahrhunderts gegründet oder erneuert worden sind:
- Hubertusorden, ursprünglich bergischer Hausorden
- Hausritterorden vom Heiligen Georg, ursprünglich bayerischer Adelsorden
- Orden vom Pfälzer Löwen, ursprünglich kurpfälzischer Verdienstorden

Dynastische Verbindungen gab es darüber hinaus zu folgenden geistlichen und Damenorden:
- Hausritterorden vom Heiligen Michael (Großmeister bis 1799 Maximilian Joseph, danach Wilhelm in Bayern)
- Großpriorat Bayern des Malteserordens (Großprior bis 1799 Karl August von Bretzenheim, danach Karl von Bayern, die Söhne Karl Theodors bzw. Maximilian Josephs)
- St. Elisabethenorden (Großmeisterin bis 1794 Elisabeth Auguste von Pfalz-Sulzbach, danach Maria Amalie von Sachsen)
- St.-Anna-Orden (Äbtissin bis 1797 Maria Anna von Sachsen, danach Maria Amalie von Sachsen)

Als kurpfalz-bayerische Ehrenzeichen wurden während des Ersten Koalitionskriegs die Civil-Verdienstmedaille für Beamte (1792), die Militär-Verdienstmedaille für Unteroffiziere und Mannschaften (1794) und das Militär-Ehrenzeichen für Offiziere (1795) gestiftet.